# Bèlgida
Bèlgida là một đô thị ở comarca Vall d'Albaida cộng đồng Valencia, Tây Ban Nha. Đô thị này có diện tích 17,26 km², dân số thời điểm năm 2006 là 708 người.